# Josep Anton Gaudier i Parella
Josep Anton Gaudier i Parella (segle XVII). Va formar-se amb Ignasi Parella a Sant Esteve d'Olot, i va ser escolà entre 1/1/1828 i 15/10/1830. Va completar els seus estudis d'orgue a Barcelona, on va ser organista del convent de les monges jerònimes.
L'any 1833 va opositar a l'organistia de la Catedral de Lleida, on va obtenir 7 dels 8 vots.